# Avenue Lubaki
 (août 2013).
Si vous disposez d'ouvrages ou d'articles de référence ou si vous connaissez des sites web de qualité traitant du thème abordé ici, merci de compléter l'article en donnant les références utiles à sa vérifiabilité et en les liant à la section « Notes et références ».
L’avenue Lubaki, est une voie de la commune de Bandalungwa, dans la ville de Kinshasa, en République démocratique du Congo,. Elle n’est pas à confondre avec deux avenues des communes voisines : l’avenue Lubaki de Ngaliema ou l’avenue Lubaki de Bumbu. 

## Situation et accès
L'avenue Lubaki traverse la commune de Bandalungwa, reliant les quartiers Manenga et Moulaert. Elle débute à l'intersection avec l'avenue Pierre-Mulele (précédemment connue sous les noms d'avenue du 24 novembre et avenue du 17 mai) et se termine sur l'avenue Inga.

## Origine du nom
Le nom Lubaki (ou Loubaki) est d'origine africaine centrale, notamment lié aux peuples Mongo, Kongo, et Lari. En langue lari, Loubaki signifie « celui qui est calme » ou « celui qui reste paisible ».Il est possible que l'avenue ait été nommée en hommage à une personnalité locale ou à une famille influente portant ce nom, comme c'est souvent le cas dans les rues de Kinshasa. Toutefois, aucune source officielle ne confirme l'origine exacte du nom de cette avenue.

## Bâtiments remarquables et lieux de mémoire
Plusieurs personnalités célèbres de la République démocratique du Congo y ont résidé, tels que le chanteur Debaba ou les musiciens de la formation musicale Choc Stars.[réf. nécessaire]